# Kaștanî (Kaștanî), Bahciîsarai
Kaștanî (în ucraineană Каштани) este localitatea de reședință a comunei Kaștanî din raionul Bahciîsarai, Republica Autonomă Crimeea, Ucraina.

## Demografie
Componența lingvistică a localității Kaștanî
     Rusă (89,85%)
     Ucraineană (6,05%)
     Tătară crimeeană (1,07%)
     Alte limbi (0,49%)
Conform recensământului din 2001, majoritatea populației localității Kaștanî era vorbitoare de rusă (89,85%), existând în minoritate și vorbitori de ucraineană (6,05%) și tătară crimeeană (1,07%).